# Agia Galini
Agia Galini (Grieks: Αγία Γαλήνη) is een dorpje aan de zuidkust van het Griekse eiland Kreta. Het ligt in de bestuurlijke regio (periferia) Kreta, 54 kilometer van Rethimnon en 78 kilometer van Iraklion. Het behoort sinds de bestuurlijke herindeling van 2011 tot de deelgemeente (dimotiki enotita) Lampi en de gemeente (dimos) Agios Vasileios. De plaats telt 1.273 inwoners.
Het schilderachtige voormalige vissersdorpje richt zich voornamelijk op het toerisme. In Agia Galini bevinden zich talrijke hotels, taverna's, souvenirwinkeltjes, kamers voor verhuur, barretjes en discotheken. Ook is er een camping. Behalve het toerisme vormt landbouw en glastuinbouw een belangrijke bron van inkomsten voor de streek rond Agia Galini, getuige de vele kassen in de omgeving waar onder andere tomaten en komkommers worden verbouwd.
Voor de kust ligt de eilandengroep Paximadia. In de omgeving van Agia Galini ligt een militaire zone, welke niet toegankelijk is.

## Geschiedenis
Agia Galini werd in 1884 gesticht. In het verleden lag op dezelfde plek de nederzetting Soulia (ook wel Soulina), de haven van het oude Syvritos. Het kerkje Galini Christos werd in de Middeleeuwen gebouwd op de ruïnes van een tempel waar de godin Artemis werd aanbeden.